# Leonid Kolesnikov
Leonid Nikolayevich Kolesnikov (en ruso: Леонид Николаевич Колесников)(Taskent, Uzbekistán, 27 de abril de 1937 - Moscú, Rusia, 17 de noviembre de 2010) fue un nadador especializado en pruebas de estilo braza que representó a la Unión Soviética. Fue campeón de Europa en 200 metros braza en el Campeonato Europeo de Natación de 1958.

## Palmarés internacional
| Campeonato Europeo de Natación | Campeonato Europeo de Natación | Campeonato Europeo de Natación | Campeonato Europeo de Natación |
| Año                            | Lugar                          | Medalla                        | Prueba                         |
| ------------------------------ | ------------------------------ | ------------------------------ | ------------------------------ |
| 1958                           | Budapest (Hungría)             | Medalla de oro                 | 200 m braza                    |
| 1958                           | Budapest (Hungría)             | Medalla de plata               | 4 × 100 m estilos              |